# Olegária da Costa Gama
Olegária da Costa Gama, conhecida como Dona Olegarinha, Dona Olegarinha da Cunha ou Olegária Mariano (Recife, 18 de setembro de 1859 — Recife, 24 de abril de 1898) foi a esposa de José Mariano Carneiro da Cunha, ambos pernambucanos abolicionistas.

## História
Olegária da Costa Gama nasceu num engenho perto do Recife, indo morar no Poço da Panela. Casou-se com o abolicionista José Mariano Carneiro da Cunha, recebendo no nome o da família do esposo e sendo conhecida, também, por Olegarina ou Olegarinha.
Seu papel foi marcante na luta abolicionista, sobretudo quando José Mariano foi preso e ela assumiu a defesa dos escravos fugitivos. Conta-se que vendeu parte de suas joias de família para comprar cartas de alforria de escravos. Também promovia fugas de escravos para o Ceará, onde já havia sido decretada a abolição.
Sua casa, além de abrigar escravos fugidos, também foi cenário de reuniões de organizações abolicionistas. Olegarinha reunia-se com outras senhoras favoráveis à abolição e promoviam bazares para arrecadar fundos, ou manifestações femininas, com o mesmo intuito.